# دکل قلاب
دکل قلاب (به انگلیسی: Rig) مجموعه‌ای از وسائل مورد استفاده برای ماهیگیری است. می‌توان آن را با یک یا چند نخ، قلاب، وزنه، شناور، چرخ گردان، دام، مهره و دیگر لوازم ماهیگیری مونتاژ کرد. دکل ممکن است توسط یک میله، با دست یا به یک قایق یا اسکله متصل شود. برخی از دکل‌ها به گونه‌ای طراحی شده‌اند که در نزدیکی سطح آب شناور شوند، برخی دیگر به گونه‌ای طراحی شده‌اند که به سمت پایین فرو بروند. برخی از دکل‌ها برای ترولینگ طراحی شده‌اند. بسیاری از دکل‌ها مخصوصاً برای صید یک گونه ماهی طراحی شده‌اند، اما برای بسیاری از گونه‌های مختلف دیگر نیز به خوبی کار می‌کنند.